# 渡瀬ミク
渡瀬 ミク （わたせ みく、1964年7月20日 - ）は、日本のAV女優。アダルトビデオ出演以前に裏本のモデルをしていたことでも知られる。

## 略歴
1984年 - 1987年に活動した。
1983年、ホテトル嬢をしていたところをスカウトされて裏本に出演した。当時の裏本モデルの水準を超える愛らしい容貌とプロポーションを合わせ持ち、『イブの囁き』（1983年12月）、『マリア』（1984年2月）、『少女ケイト』（1984年6月）といった出演作はハードな描写もあいまって高い人気を集めた。
裏本の人気を受けて1984年9月に「マリア」名義でサクセスビデオからAVデビュー。同年11月には渡瀬ミクとして宇宙企画から本格デビューし、10本余りのAVに出演した。また1985年にはにっかつの成人映画『普通の女の子 性愛日記』で主演を果たしている。1987年に引退したが、人気は根強く、2001年には宇宙企画時代の主要作がDVD化されている。
2011年1月、24年振りに雑誌のヌードグラビアに登場した。同時期に日刊ゲンダイの取材を受けて本格的に復帰する予定はあるかと尋ねられたが、回答を保留していた。

## 作品

### アダルトビデオ（オリジナル作品）
- マリア・ドリーミング　（1984年9月、サクセス） - マリア名義
- TWILIGHT GAMES　（1984年11月30日、宇宙企画）[3]
- グラビア・ビデオ Beppin 第03号　（1985年3月30日、宇宙企画）
- ふりむいて　（1985年4月8日、宇宙企画）
- Gooood -WIND VERSION-　（1985年9月10日、富士アート）
- 禁断のラグタイム　（1985年10月23日、ファイブスター）
- いかないで　（1985年11月2日、宇宙企画）
- MAGAZINE VIDEO MADONNA 創刊号　（1985年11月13日、宇宙企画）
- MAGAZINE VIDEO La-Rouge　（1986年9月13日、宇宙企画）
- TWILIGHT GAMES 2　（1986年11月13日、宇宙企画）
- ブルーバージン　（1986年12月3日、ファイブスター）
- FIN　（1987年4月23日、宇宙企画）
- MAGAZINE VIDEO La-Rouge PART 2　（1987年8月23日、宇宙企画）

### アダルトビデオ（主要編集作品）
- 女帝 伝説の美女スペシャル（2001年2月、オー・ケイ出版社）
- 宇宙企画Classic 渡瀬ミク　（2001年8月10日、宇宙企画）

…「TWILIGHT GAMES」「ふりむいて」「TWILIGHT GAMES 2」「Fin」収録

### アダルトビデオ（オムニバス作品）
- ファイナルヘブン 乱反射（1990年、ファイブスター）
- ベスト・セレクション 1（宇宙企画）
- 宇宙企画2000PLATINUM（宇宙企画）[4]
- Sexy女優列伝 1986（2002年10月26日、ベスト・パートナーズ）

## 出演

### 映画
- 普通の女の子 性愛日記　（1985年5月22日公開、配給：にっかつ） - 1985年7月10日ビデオ発売

### テレビ番組
- TV's TV（1987年3月14日、フジテレビ）

## 書籍

### 写真集
- 夏のマリア　ビニ本最後のスーパースター　（1984年8月15日発行、東京三世社、撮影：高橋生建） - マリア名義
- MIKU─みんな心配している早く帰ってこい、みく　（1985年4月20日発行、松文館、撮影：落合遼一）
- ビデオアイドルシリーズ 2 渡瀬ミク写真集　（1985年12月発行、白夜書房、撮影：落合遼一）
- スコラスペシャル 13 渡瀬ミク　（1986年10月30日発行、スコラ、撮影：落合遼一）
- 春がすみ　（1987年4月12日発行、大陸書房、撮影：落合遼一）
- Fin　（1987年4月30日発行、英知出版、撮影：斉木弘吉）
- ミク・ザ・サムシング　（1987年8月25日発行、英知出版、撮影：若杉憲司）